# Championnats du monde masculins de dual slalom

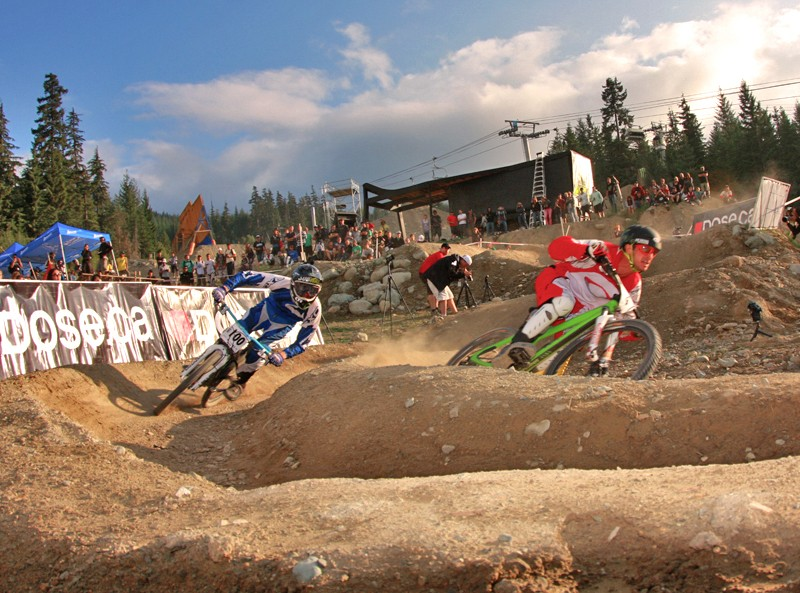
Course de dual-slalom

Le dual-slalom masculin est une des épreuves au programme des Championnats du monde de VTT en 2000 et 2001. Elle est remplacée par le championnat du monde de four-cross.

## Palmarès
| Année              | Or                     | Argent                 | Bronze                  |
| ------------------ | ---------------------- | ---------------------- | ----------------------- |
| 2000 Sierra Nevada | Wade Bootes Australie  | Brian Lopes États-Unis | Mickael Deldycke France |
| 2001 Vail          | Brian Lopes États-Unis | Cédric Gracia France   | Wade Bootes Australie   |